# Хілько Ігор Олегович
Хілько Ігор Олегович (26 травня 1969, Сокиряни) — український художник. З 2005 року член Національної спілки художників України. Кандидат педагогічних наук (2007).

## Біографія
Народився 26 травня 1969 року в м. Сокиряни Чернівецької області в сім'ї архітектора і бібліотекаря, де з ранніх років прищепили любов до мистецтва. Навчався в Київській республіканській художній школі ім. Т. Г. Шевченка (1986—2007) і на художньо-графічному факультеті Прикарпатського університету ім. Василя Стефаника (1992—1997). Впрдовж 1995 і 1996 років Ігор Хілько, згідно з Положенням про встановлення персональних стипендій, за особливі успіхи у вивченні окремих дисциплін і науково-технічної творчості, отримував стипендію імені Василя Стефаника. З 2000 р. почав працювати асистентом кафедри педагогіки Чернівецького Національного університету ім. Юрія Федьковича.

## Творча діяльність
З 1997 року — учасник обласних мистецьких виставок, всеукраїнських виставок (14), а також міжнародних (6), персональних (4): Івано-Франківськ, Київ, Чернівці, Австрія, Словенія, Польща, Румунія. Схвальні відгуки принесла художнику персональна виставка в Чернівецькому художньому музеї (2002).

## Іконопис митця (реставрація)
- Ікони Подністровської Буковини (Сокирянський, Кельменецький райони Чернівецької області).
- Деісус.
- Христос Вседержитель.
- Св. Варвара.
- Св. Миколай.
- Пророки Ісая і Мойсей.
- Марія Магдалина.
- Св. Симеон…

## Живопис
- Чекання.
- Портрет священика.
- Портрет Віри Фаргаш.
- Над Черемошем.
- Церква в горах.
- І шукали в траві свій вічний спочинок ікони.
- До храму.
- Другий спас яблук припас…

Однією з перших творчих робіт, яка запам'яталась молодому художнику, було оформлення обкладинки збірки віршів поета з села Волошкове Сокирянського району Володимира Мартинюка «Мамине сонце» (1993).

## Наукова діяльність
У 2007 р. Ігор Хілько захистив дисертацію на звання кандидата педагогічних наук. Працює у Чернівецькому національному університеті імені Юрія Федьковича, доцент кафедри будівництва та архітектури.